# Дешпортіву (Гвадалупе)
Клубе Дешпортіву ді Гвадалупе або просто Дешпортіву (Гвадалупе) (порт. Clube Desportivo de Guadalupe) — професіональний футбольний клуб з міста Гвадалупе на острові Сан-Томе, в Сан-Томе і Принсіпі.

## Історія
Футбольний клуб є одним з найстаріших у країні. Його було засновано за часів португальської колоніальної адміністрації, 31 березня 1964 року.
Команда виграли два чемпіонства і належить до числа двох команд за всю історію чемпіонату, які вигравали два чемпіонства поспіль. Вперше Дешпортіву (Гвадалупе) переміг в чемпіонаті в 1980 році, а вдруге і востаннє на сьогодні в 1981 р. Клуб розпочав свої виступи у Прем'єр-лізі і залишився там допоки не посіли останнє місце в сезоні і вилетіли до другого дивізіону. Клуб знову повернувся до другого дивізіону і залишався до 2014 року, коли вони вилетіли і з нього, але вже незабаром повернулися до другого дивізіону, де й зараз команда виступає.
В 2012 році клуб вийшов до фіналу Кубка Сан-Томе і Принсіпі і зустрівся з клубом Спортінг (Принсіпі) та програв йому з рахунком 2:1, а оскільки Спортінг (Принсіпі) був переможцем національного чемпіонату, Дешпортіву (Гвадалупе) отримав першочергове право представляти острів Сан-Томе в Кубку конфедерації КАФ, клуб зустрівся з «ЮС Бітамом» з Габону та розгромно програв з рахунком 0:5, єдиним позитивним моментом було те, що Дешпортіву (Гвадалупе) зумів відзначитися одного разу у воротах суперника, але їх результат був ще гіршим, Дешпортіву зазнали величезної поразки з рахунком 1:12, на сьогодні це найбільша поразка клубів із Сан-Томе за всю історію їх існування.

## Форма
Домашня форма клубу складається з синьої футболки з жовтими рукавами, синіх шортів та жовтих шкарпеток. колишня домашня форма клубу складалася з червоної футболки, білих шортів та червоних шкарпеток, а колишня виїзна — з білої футболки, червоних шортів та білих шкарпеток.

## Досягнення
- Чемпіонат Сан-Томе і Принсіпі: 2 перемоги

переможець — 1980, 1981
- Чемпіонат острову Сан-Томе: 2 перемоги

переможець — 1980, 1981
- Кубок Сан-Томе і Принсіпі: 1 перемога

переможець — 1981
фіналіст — 2012
- Кубок Солідарності: 1 перемога

переможець — 2000
- Кубок 12 березня: 1 перемога

переможець — 1989

## Історія виступів у лігах та кубках

### Чемпіонат острова
| Сезон | Див. | Міс. | Іг. | В | Н | П  | ЗМ | ПМ | РМ  | О  | Кубок    | Кваліфікація/вибування                        |
| ----- | ---- | ---- | --- | - | - | -- | -- | -- | --- | -- | -------- | --------------------------------------------- |
| 2011  | 2    | 9    | 21  | 6 | 8 | 7  | 20 | 25 | -5  | 26 |          | Вибування до Другого дивізіону                |
| 2012  | 3    |      | 18  | - | - | -  | -  | -  | -   | -  |          | Вихід до Вищого дивізіону Чемпіонату Сан-Томе |
| 2013  | 2    | 7    | 18  | 5 | 3 | 10 | 18 | 33 | -15 | 18 | Фіналіст | Жоден                                         |
| 2014  | 2    |      | 18  | - | - | -  | -  | -  | -   | -  |          | Вибування до Другого дивізіону                |

## Виступи в континентальних турнірах КАФ
| Сезон | Турнір                 | Раунд      | Клуб     | Вдома | На виїзді | Загальний |
| ----- | ---------------------- | ---------- | -------- | ----- | --------- | --------- |
| 2013  | Кубок конфедерації КАФ | Попередній | ЮС Бітам | 0-5   | 1-12      | 1-17      |